# Emma af Waldeck-Pyrmont
Emma af Waldeck-Pyrmont (2. august 1858 – 20. marts 1934) var dronning af Nederlandene fra 1879 til 1890 som ægtefælle til Kong Vilhelm 3. Efter sin mands død var hun regent af Nederlandene for sin mindreårige datter Dronning Vilhelmine fra 1890 til 1898.
Hun var datter af fyrst Georg Viktor af Waldeck-Pyrmont og prinsesse Helene af Nassau. Den 7. januar 1879 blev hun 20 år gammel gift med kong Vilhelm 3. af Nederlandene. I ægteskabet fødtes datteren Vilhelmine, som efterfulgte sin far på tronen i 1890. På grund af datterens umyndighed var Emma regent fra 1890 til 1898. Emma beskæftigede sig meget med velgørenhed, især sundhedsvæsenet.